# Les Alliés
 Les Alliés  es una comuna y población de Francia, en la región de Franco Condado, departamento de Doubs, en el distrito de Pontarlier y cantón de Montbenoît. Está integrada en la Communauté de communes du Canton de Montbenoît .

## Demografía
| 83 | 61 | 67 | 63 | 56 | 103 | 107 |
| Para los censos de 1962 a 1999 la población legal corresponde a la población sin duplicidades (Fuente: INSEE [Consultar]) |    |    |    |    |     |     |